# Стадион Рођени
Стадион Рођени (претходно Сtадион Врапчићи) је фудбалски стадион у Мостару, Федерација Босне и Херцеговине, Босна и Херцеговина. Налази се 10 km северно од Мостара на путу према Сарајеву. Име је добио по предграђу Врапчићи. Овај стадион као алтернативно решење користи мостарски премијерлигаш Вележ за одигравање утакмица када игра као домаћин, док се не реши питање Градског стадиона под Бијелим Бријегом. Стадион је 2005. године реновиран изградњом северне трибине са око 3.000 седећих места.